# Baureihe 429
De Baureihe 429 is een vijfdelig elektrisch treinstel van het type Stadler FLIRT met lagevloerdeel voor het regionaal personenvervoer van Deutsche Bahn. Het treinstel wordt gebouwd door Stadler Rail.

## Geschiedenis
Het treinstel is in 2006 door Deutsche Bahn (DB) besteld voor het regionaal personenvervoer langs de Oostzeekust. Ook de Westfalenbahn en de Eurobahn bestelden dit type trein voor het regionaal personenvervoer.

## Constructie en techniek
Het treinstel is opgebouwd uit een aluminium frame. Het treinstel is uitgerust met luchtvering. Er kunnen maximaal vier treinstellen gekoppeld worden.

### Vernummering
De treinen van Deutsche Bahn (DB) werden als Baureihe 427 afgeleverd maar begin 2009 vernummerd in Baureihe 429.
- ex 427 001 → 429 026
- ex 427 002 → 429 027
- ex 427 003 → 429 028 "Hansestadt Stralsund"
- ex 427 004 → 429 029
- ex 427 005 → 429 030

## Treindiensten
De treinen van de Deutsche Bahn (DB) worden ingezet op de volgende trajecten:
- Rostock - Stralsund - Lietzow - Sassnitz (Hanse-Express)
- Sassnitz - Stralsund
- Binz - Lietzow/Bergen

## Foto's

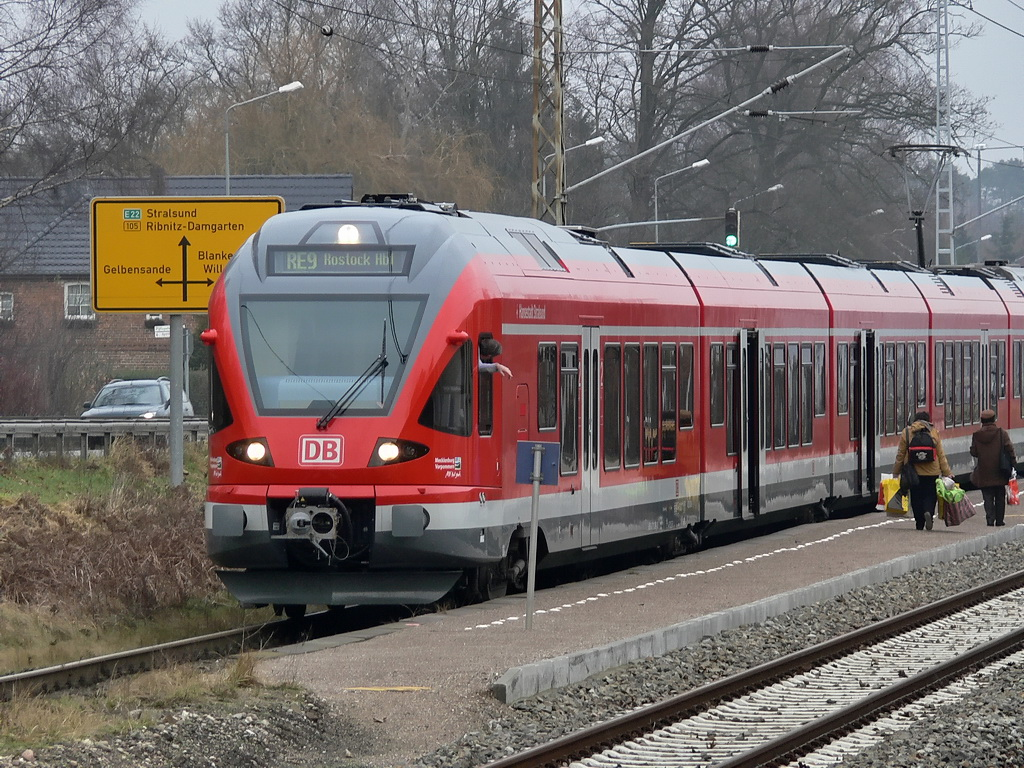
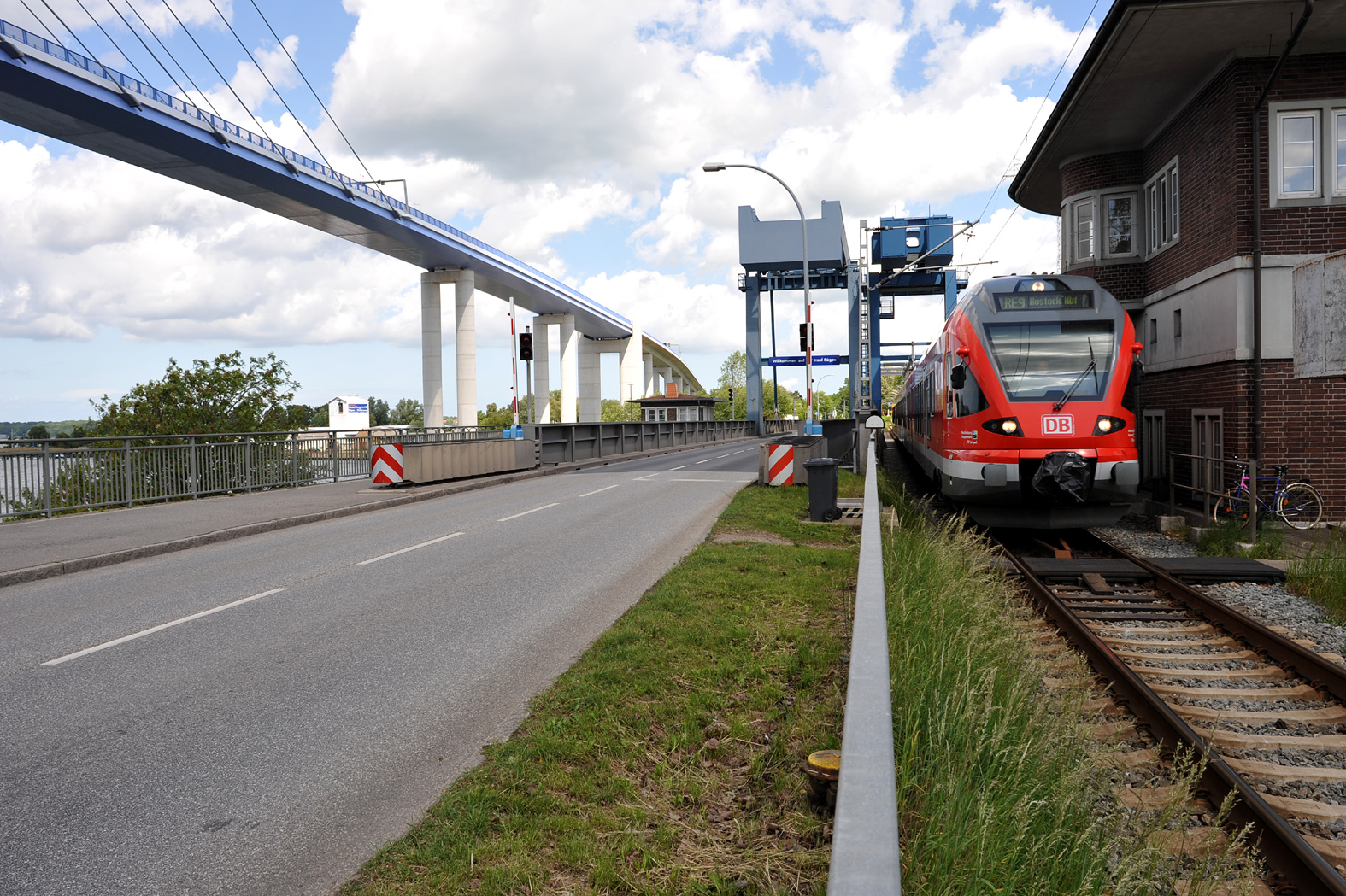
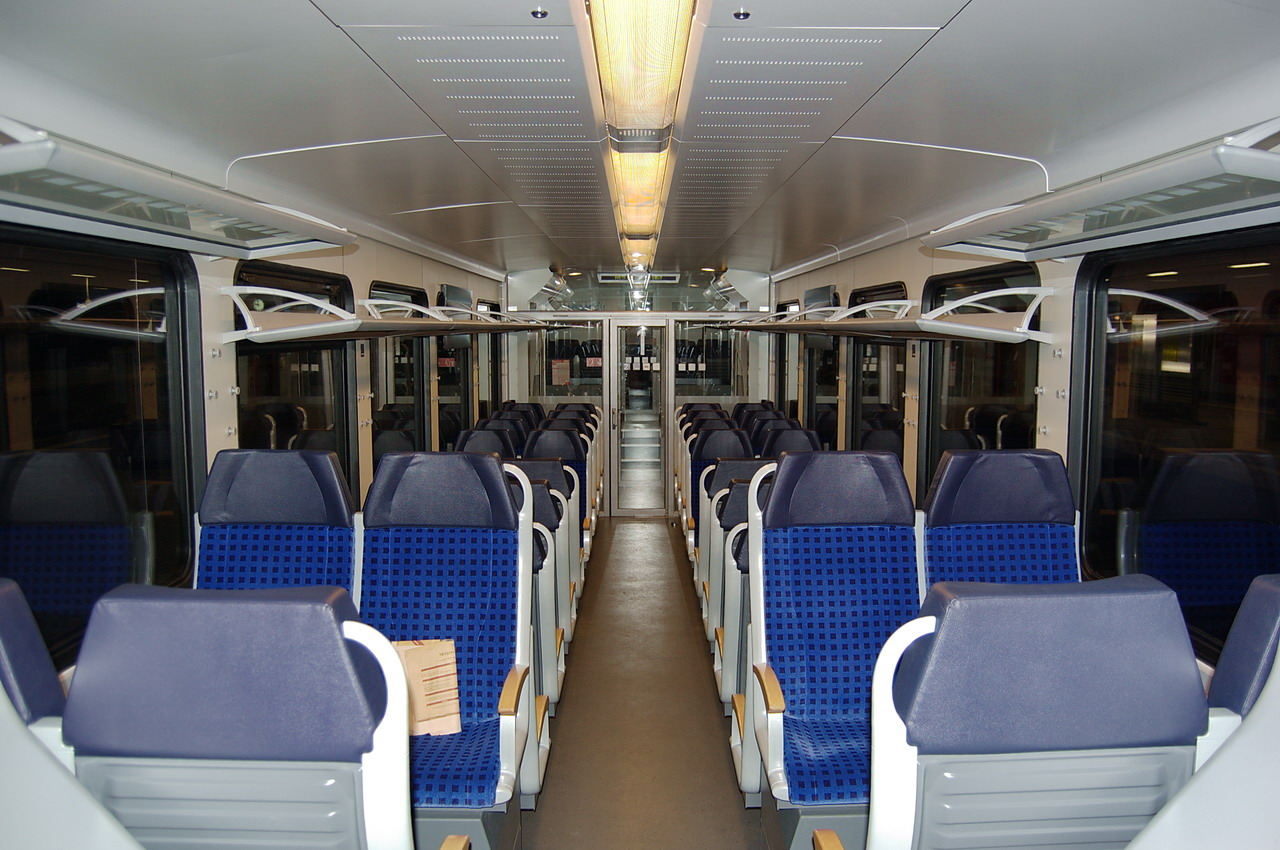

In dit overzicht staan eveneens treinen van de Deutsche Bundesbahn (DB) en van de Deutsche Reichsbahn (DR)